# 43 (nombre)
Cet article concerne le nombre 43. Pour l'année, voir 43.
Le nombre 43 (quarante-trois) est l'entier naturel qui suit 42 et qui précède 44.

## Enmathématiques
Le nombre 43 est :
- le 14e nombre premier (jumeau avec 41, cousin avec 47 et sexy avec 37) ;
- le 4e nombre premier brésilien car 43 = 1116 ;
- la somme des trois premières puissances de 6 (60 + 61 + 62 = 43) ;
- un nombre heptagonal centré ;
- un nombre de Heegner ;
- le plus grand entier qui ne soit pas un nombre McNugget ;
- l'indice du premier terme non entier, dans la suite définie par récurrence a(0) = a(1) = 1 puis a(n+1) = (a(0)2 + a(1)2 + ... + a(n)2) /n (suite A003504 de l'OEIS).
- le nombre de points remarquables d'un triangle présents sur le cercle d'Euler

## Dans d'autres domaines
Le nombre 43 est aussi :
- le numéro atomique du technétium ;
- le numéro de la sourate Az-Zukhruf dans le Coran ;
- l'indicatif téléphonique international pour appeler l'Autriche ;
- le nombre d'années de mariage pour les noces de flanelle ;
- le n° du département français de la Haute-Loire ;
- Licor 43, une liqueur espagnole ;
- des années : -43, 43 ou 1943 ;
- Ligne 43 (Infrabel).